# Rein de Vries
Rein de Vries (Pujon, Java, toenmalig Nederlands-Indië, 27 juni 1942) is bekend als Nederlands pop-musicus en -zanger.

## Jeugd

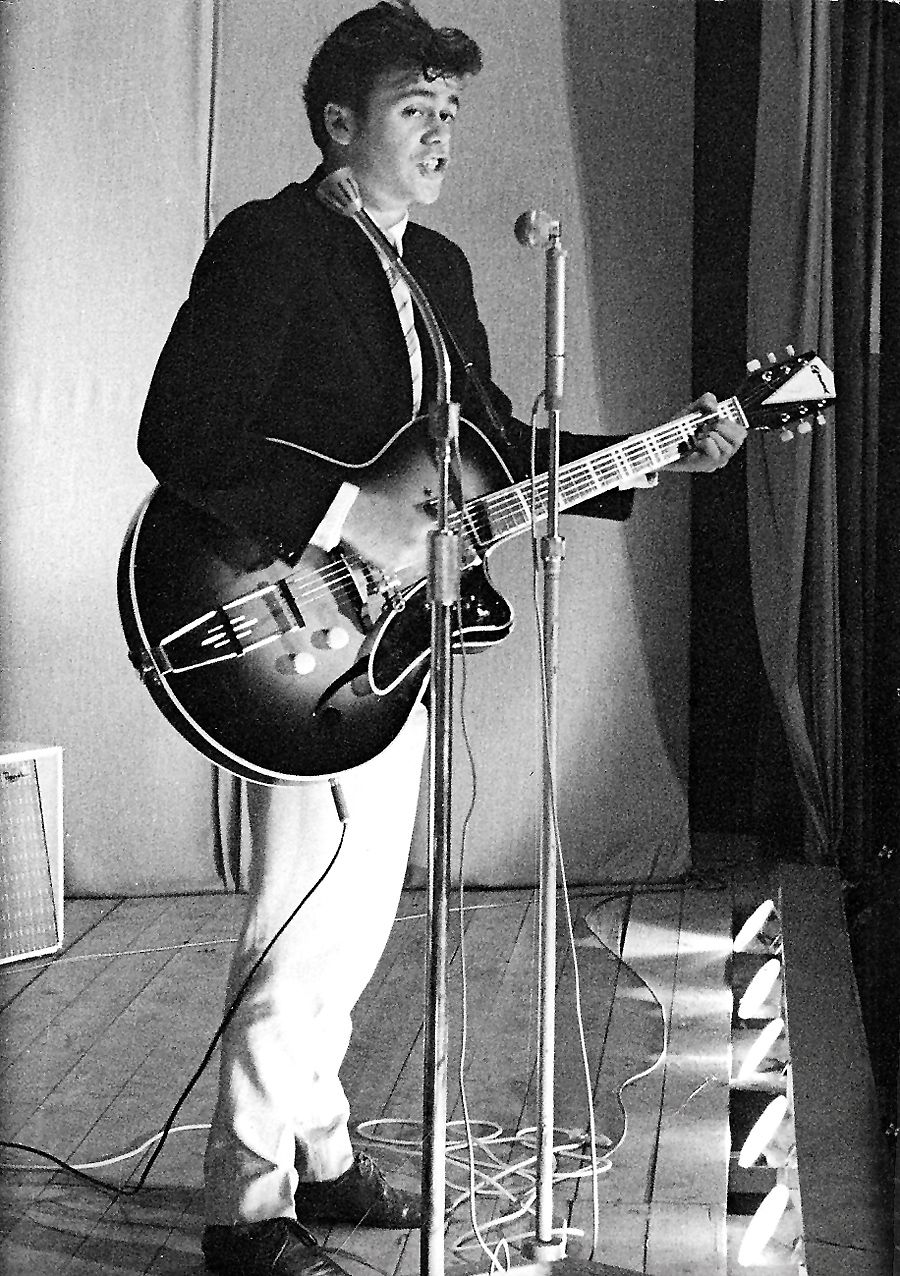
Rein de Vries in 1960

Rein de Vries was het vierde kind van Nederlandse ouders, en verbleef de eerste drie jaar van zijn leven bij zijn moeder in een jappenkamp voor vrouwen en kinderen. Zijn vader zat in een mannenkamp elders. Na de bevrijding van de Japanners in 1945 en de hereniging met zijn vader repatrieerde het gezin naar Nederland, maar keerde weldra weer terug naar Indonesië, omdat zijn vader daar werk kon krijgen als diplomatiek correspondent in dienst van de Nederlandse regering. Na de soevereiniteitsoverdracht aan Indonesië verhuisde het gezin in 1950 definitief naar Nederland (Den Haag, Statenkwartier).
Geïnspireerd door een groep uit de buurt, die Skiffle speelde, leerde hij zichzelf gitaar spelen (later ook klassiek).

## Het eerste plaatje
Zijn eerste contact met de platenmaatschappij die een paar jaar later Phonogram Records ging heten, was in 1959, toen hij gevraagd werd om een buurmeisje te begeleiden op een auditie. In de studio moesten de begeleidende muzikanten nogal lang wachten en zijn toen, om de tijd door te komen in de wachtruimte rock-'n-roll-nummers gaan spelen. Programmaleider Jan de Winter hoorde dat en vroeg hem, om ook nog even wat in de studio te zingen. Dat leverde hem zijn eerste platencontract op.
Zijn eerste single was "Blonde Baby Doll" in 1959. Het was een Nederlandstalige versie van "Living Doll" van Cliff Richard & The Shadows. Een bekend procedé in die tijd was snel een Nederlandstalige versie maken van een Engelse of Amerikaanse hit en die dan uitbrengen. Dat was vaak succesvol, maar in dit geval niet: de single werd geen hit.

## Van "Rocking Sensation Boys" tot "Fire-Devils"
Geïnspireerd door een film-opname in het Polygoon-journaal van de Nederlandse Elvis Presley-verkiezing waarin de later eveneens bekend geworden René Nodelijk (René and The Alligators, Renée) en zijn band, The Rocking Sensation Boys, te zien waren, meldde De Vries zich in 1959 bij Nodelijk. Hij had gehoord dat de band een basgitarist nodig had en was welkom. Hij bleek een bas- én sologitarist te zijn die uitstekend voldeed.
Zijn contacten bij Phonogram benutte hij door voor de Rocking Sensation Boys een auditie te regelen, maar dat leverde op dat moment geen platencontract op.
René Nodelijk verliet na een conflict met Rein de formatie en stelde een nieuwe band samen, "The Alligators".
Samen met "The Rocking Sensation Boys" ging de Vries op tournee in de zogenaamde "Teenage show" van Phonogram ( met o.a. Annelies de Graaf, Anneke Grönloh en de Blue Diamonds).
In 1961 had hij voorlopig genoeg van het spelen in dit circuit, verliet The Rocking Sensation Boys en richtte zich weer op zijn studie, die hij een tijdlang had verwaarloosd.
In 1962 werd hij echter alweer gevraagd als zanger en gitarist bij de "Daggers" (later omgedoopt in de "Firebirds" en nog later in "The Fire-Devils") die worden gerekend tot de Indorock. De groep speelde op dat moment in het "Palais de Danse" in Scheveningen, waar vele Indorock-bands hebben opgetreden, en heeft twee singles uitgebracht. Bij deze band heeft De Vries naar eigen zeggen met veel plezier gespeeld tot hij noodgedwongen in 1963 afscheid moest nemen omdat hij in militaire dienst ging.

## Succes
Zijn grootste succes kent De Vries met de hitsingle Patsy. Het was een cover van Patches van de Amerikaanse countryzanger Dickey Lee. Oorspronkelijk was het een B-kant (van Teenage meisje, 1962). In 1965 werd het een paar keer gedraaid in het programma Kookpunt (Radio Veronica, met Tineke de Nooij en Gerard de Vries) en vervolgens na veel enthousiaste reacties opnieuw uitgebracht. Het verscheen in de Nederlandse Top 40, hield het daar zeventien weken vol en bereikte de vijftiende positie. De single is door de telkens hernieuwde belangstelling drie keer opnieuw uitgebracht, wat praktisch nooit voorkomt. De smartlap stond nog vele jaren in de Top 2000 en is nog steeds favoriet bij veel smartlappenkoren. Ook De Vries zelf beschouwt Patsy als een "smartlap van de eerste orde". Hijzelf zegt erover: 
Patsy heeft mij nog jaren achtervolgd, tot 1988 toe, toen ik in het programma Goud en nieuw voor de laatste keer op tv te bewonderen was in een live-optreden dat door mij best iets zuiverder gezongen had kunnen worden... Ik kwam er een paar oude bekenden tegen, zoals The Blue Diamonds die toen beiden nog leefden. Het viel mij toen op dat er een enorm verschil bestond tussen de wereld waarin ik leefde en de artiestenwereld die ik destijds bewust vaarwel had gezegd. Het viel vooral op dat ik elke keer de verkeerde kleding droeg.
Voortbordurend op het succes van Patsy bracht de platenmaatschappij daarna Arm en rijk uit, dat het niet tot de hitlijsten wist te brengen. Het nummer Dear John echter, dat hij in 1965 opnam met zijn vrouw Hetty, heeft de Top 40 wel bereikt.

## Epiloog
Na zijn diensttijd is Rein de Vries getrouwd (1965) en maakte een succesvolle maatschappelijke carrière. Wel bleef hij nog een tijdlang bezig met het maken van plaat-opnamen en er kwam zelfs een lp uit, "Patsy en 11 andere successen". Niet lang daarna zette hij een punt achter zijn muzikale loopbaan.
Reeds voor zijn pensionering is Rein de Vries definitief in Zuid-Frankrijk gaan wonen. Begin 2008 is hij daar opgespoord door een ex-mede-bandlid van The Fire Devils. Na zijn pensionering heeft hij een zogeheten vakantie-domein opgezet (“Les Vignes”, in Coustouge in de Aude, Languedoc-Roussillon, een echte wijnstreek) en is nog steeds gelukkig getrouwd.
Inmiddels heeft hij het vakantiedomein niet meer onder zijn beheer en is volledig in ruste.

## Discografie

### Singles
| Single met eventuele hitnotering(en) in de Nederlandse Top 40 | Datum van verschijnen | Datum van binnenkomst | Hoogste positie | Aantal weken | Opmerkingen |
| ------------------------------------------------------------- | --------------------- | --------------------- | --------------- | ------------ | ----------- |
| Patsy                                                         | 1965                  | 20-02-1965            | 15              | 17           | heruitgave  |
| Dear John                                                     | 1965                  | 16-10-1965            | 31              | 2            | & Hetty     |
| Patsy                                                         | 1977                  | 28-05-1977            | tip             |              | heruitgave  |

### NPO Radio 2 Top 2000
| Nummer met noteringen in de NPO Radio 2 Top 2000 | '00  | '01  | '02  | '03 | '04  | '05  | '06  | '07  | '08  | '09  | '10  | '11  | '12  | '13  | '14  |
| ------------------------------------------------ | ---- | ---- | ---- | --- | ---- | ---- | ---- | ---- | ---- | ---- | ---- | ---- | ---- | ---- | ---- |
| Patsy                                            | 1284 | 1425 | 1385 | 999 | 1261 | 1158 | 1178 | 1366 | 1213 | 1507 | 1546 | 1534 | 1907 | 1642 | 1714 |

1. ↑  Een vetgedrukt getal geeft de hoogste notering aan.
2. ↑  2000 was het eerste jaar met een notering voor dit nummer.
3. ↑  Deze tabel is bijgewerkt tot en met de laatste editie (2024).